# 布拉格群島
布拉格群島（英語：Bragg Islands），是南極洲的群島，位於葛拉漢地，處於雷角以北13公里的克里斯塔爾灣，根據英國研究隊的測量被繪入地圖，現時由南極條約體系管理。